# مارک بننینگ
مارک الکساندر بنینگا (زاده 15 فوریه 1961 در لیدن) بازیکن سابق هاکی روی چمن هلندی است که در مجموع 53 بازی ملی انجام داد و هیچ گلی برای تیم ملی هاکی روی چمن هلند در دهه 1980 و اوایل دهه 1990 به ثمر نرساند.
این مدافع که برادر بزرگتر بازیکن سابق هاکی روی چمن هلندی، کارینا بنینگا بود، عضو تیم هلندی برنده مدال برنز در بازی های المپیک تابستانی 1988 در سئول بود.